# Enfants bananes
Pour plus de détails, voir Fiche technique et Distribution.
Enfants bananes est un documentaire de Cheng Xiaoxing, réalisé en 2007, produit par les Films d'Ici, Line Up Films et France 3.

## Synopsis
Les enfants bananes désignent traditionnellement les enfants d'origine asiatique nés et vivant en Occident. Ils sont plus communément appelés Amérasiens ou Eurasiens.

## Fiche technique
- Titre : Enfants bananes
- Réalisation : Cheng Xiaoxing
- Pays :  France et  Chine
- Genre : Documentaire
- Durée : 50 minutes
- Dates de sortie : 
  -  France : 4 février 2007